# Сидерополис
Сидерополис (порт. Siderópolis)  —  муниципалитет в Бразилии, входит в штат Санта-Катарина. Составная часть мезорегиона Юг штата Санта-Катарина. Находится в составе крупной городской агломерации Агломерация Карбонифера. Входит в экономико-статистический  микрорегион Крисиума. Население составляет 12 470 человек на 2007 год. Занимает площадь 262,700 км². Плотность населения — 47,5 чел./км².
Праздник города — 19 декабря.

## История
Город основан 19 декабря 1958 года.

## Статистика
- Валовой внутренний продукт на 2003 составляет 132.136.934,00 реалов (данные: Бразильский институт географии и статистики).
- Валовой внутренний продукт на душу населения на 2003 составляет 10.467,95 реалов (данные: Бразильский институт географии и статистики).
- Индекс развития человеческого потенциала на 2000 составляет 0,817 (данные: Программа развития ООН).

## География
Климат местности: мезотермический гумидный.